# Sven Externbrink
Sven Externbrink (* 1965) ist ein deutscher Historiker mit dem Schwerpunkt Frühe Neuzeit.
Von 1986 bis 1992 studierte Externbrink Geschichte, Kunstgeschichte, Philosophie und französische Literatur an der Philipps-Universität Marburg und der Université Savoie-Mont-Blanc. Seit 1996 lehrte er an der Philipps-Universität Marburg. 1997 wurde er bei Klaus Malettke promoviert; die Dissertation trug den Titel „Le Coeur du monde – Frankreich und die norditalienischen Staaten (Mantua, Parma, Savoyen) im Zeitalter Richelieus 1624–1635“. 2003 erfolgte die Habilitation an der Philipps-Universität Marburg mit der Habilitationsschrift „Friedrich der Große, Maria Theresia und das Alte Reich – Deutschlandbild und Diplomatie Frankreichs im Siebenjährigen Krieg (1755–1763)“. Von 2005 bis 2006 war Sven Externbrink Stipendiat der Gerda Henkel Stiftung, 2007 bis 2008 lehrte er an der Friedrich-Alexander-Universität Erlangen-Nürnberg. Von 2008 bis 2009 war er Gastdozent am Deutschen Historischen Institut Rom; 2009 bis 2010 vertrat er die Professur für Neuere Geschichte an der Ruprecht-Karls-Universität Heidelberg. Von Oktober 2010 bis Februar 2012 war Externbrink wissenschaftlicher Koordinator am Exzellenzcluster „Asien und Europa im globalen Kontext“ der Universität Heidelberg. Seit März 2012 ist er Akademischer Rat und Lehrdozent am dortigen Historischen Seminar, 2016 wurde er zum außerplanmäßigen Professor ernannt. Seit April 2019 hat Externbrink die Vertretung des Lehrstuhls für Geschichte der Frühen Neuzeit (Thomas Maissen, zur Zeit Direktor des Deutschen Historischen Instituts Paris) an der Ruprecht-Karls-Universität Heidelberg inne.
Seine Forschungsinteressen im Bereich der Frühen Neuzeit sind vor allem die internationalen Beziehungen, die politische Kommunikation und die Geschichte von Frankreich und Italien. Darüber hinaus beschäftigt er sich mit der deutsch-französischen Geschichte im europäischen Rahmen und der Geschichte der Geschichtsschreibung.

## Werke (Auswahl)
- Le Cœur du monde – Frankreich und die norditalienischen Staaten (Mantua, Parma, Savoyen) im Zeitalter Richelieus 1624–1635. Münster 1999, ISBN 3-429-01647-9 (zugleich: Dissertation, Universität Marburg 1997).
- mit Jörg Ulbert (Hrsg.): Formen internationaler Beziehungen in der Frühen Neuzeit. Frankreich und das Alte Reich im europäischen Staatensystem. Festschrift für Klaus Malettke zum 65. Geburtstag (= Historische Forschungen. Band 71). Duncker & Humblot, Berlin 2001, ISBN 3-428-10277-0.
- Friedrich der Große, Maria Theresia und das Alte Reich. Deutschlandbild und Diplomatie Frankreichs im Siebenjährigen Krieg. Akademie-Verlag, Berlin 2006, ISBN 3-05-004222-2 (zugleich: Habilitationsschrift, Universität Marburg 2003).
- Der Siebenjährige Krieg (1756–1763). Ein europäischer Weltkrieg im Zeitalter der Aufklärung. Akademie-Verlag, Berlin 2011, ISBN 3-05-004310-5.
- mit Charles-Edouard Levillain (Hrsg.): Penser l'après Louis XIV. Histoire, mémoire, représentation (1715–2015) (= Les dix-huitièmes siècles. Band 203). Honoré Champion éditions, Paris 2018, ISBN 2-7453-4806-X.
- Ludwig XIV. König im großen Welttheater. Brill/Ferdinand Schöningh, Paderborn 2021, ISBN 978-3-506-70331-6.